# Marc Goossens (cyclisme)
Pour les articles homonymes, voir Marc Goossens.
Marc Goossens, né le 11 février 1958 à Gand, est un coureur cycliste belge, en activité de 1976 à 1984.

## Palmarès
- 1976
  - 2e au Championnat Provincial Antwerpen, Débutants
- 1977
  - 2e au Championnat de Belgique de cyclisme sur piste poursuite par équipes amateurs
- 1980
  - Grand Prix des Carrières
  - 3e de Kessel-Lier
- 1981
  - Stadsprijs Geraardsbergen
  - 2e du Circuit des Trois Provinces (Avelgem)
  - 3e du Circuit de la région linière
- 1982
  - Omloop Van de Gemeente Melle
  - 3e du Circuit de la région linière
  - 3e de la Marcel Kint Classic

## Résultats sur les grands tours

### Tour de France
1 participation :
- 1981 : abandon à la 19e étape

### Tour d'Italie
1 participation :
- 1982 : 92e au classement général[2]

### Tour d'Espagne
2 participations :
- 1983 : abandon à la 14e étape
- 1984 : 76e au classement général